# Batan (Albay)
Batan Island ist eine philippinische Insel in der Provinz Albay. Sie liegt etwa 12 km vor der Küste der Bicol-Halbinsel und trennt zusammen mit Cagraray-, Guinangayan-, Rapu-Rapu Island den Golf von Lagonoy vom Golf von Albay in der westlichen Philippinensee. Batan Island wird von der Großraumgemeinde Rapu-Rapu aus verwaltet. Auf der Insel liegen 21 Barangays der Gemeinde, diese werden als dörflich beschrieben und hatten 2007 eine Einwohnerzahl von 20.539 Personen. Die Bevölkerung lebt hauptsächlich vom Fischfang, in den Küstenebenen finden sich auch kleinere landwirtschaftlich genutzte Flächen. Auf der Insel gibt es reichhaltige Kohlevorkommen, die größtenteils illegal abgebaut werden. 
Die Insel hat eine längliche unregelmäßige Form und sie ist in West-Ost-Richtung ausgerichtet. Die Topografie der Insel ist gekennzeichnet durch ein gebirgiges Terrain, das im Inselinneren am Mount Vizcaya bis auf 395 Meter über dem Meeresspiegel ansteigt. In die Küstenlinie der etwa 19 km langen und ca. 5,5 km breiten Insel ragen tiefeingeschnittene Buchten in das Inselinnere. Die Küstenformationen werden durch Sand-, Kiesstrände und Basaltsteinformationen geprägt. Der Pflanzenwuchs der Insel besteht aus einer dichten tropischen Regenwaldvegetation, die jedoch durch die Bergbauaktivitäten gefährdet wird. Auf Batan Island liegt die Höhle Minaroso, die von den früheren Bewohnern als Grabstätte genutzt wurde.
Fährverbindungen zur Insel besteht vom Hafen in Legazpi City und Sorsogon City aus. Die Überfahrt dauert ca. 45 Minuten bis eine Stunde. Eine andere Insel Batan liegt in der nördlichsten philippinischen Provinz Batanes.